# Mitoscelis
Mitoscelis is een monotypisch geslacht van spinnen uit de  familie van de Tetragnathidae (Strekspinnen).

## Soort
- Mitoscelis aculeata Thorell, 1890